# Fosfenitoină
Fosfenitoina este un antiepileptic, fiind utilizat în tratamentul unor tipuri de epilepsie. Este un promedicament hidrosolubil al fenitoinei, care a fost formulat astfel pentru a putea fi utilizat injectabil. Căile de administrare disponibile sunt intravenoasă și intramusculară.
Medicamentul a fost dezvoltat în anul 1996.

## Utilizări medicale
Fosfenitoina este utilizată în controlul unor tipuri de epilepsie, precum:
- Status epilepticus, convulsii generalizate tonico-clonice (tratament de a doua intenție, după diazepam, lorazepam sau midazolam intravenos);
- profilaxia convulsiilor care apar în timpul sau după intervențiile neurochirurgicale.